# 데이비드 슬론 윌슨
데이비드 슬론 윌슨(David Sloan Wilson, 1949년 출생)은 미국인 진화생물학자이자 빙엄턴 대학교의 생물학 및 인류학 명예 교수이다. 그는 작가 슬론 윌슨(Sloan Wilson)의 아들이자 에볼루션 인스티튜트(Evolution Institute)의 공동 창립자이자 스핀오프 비영리 단체인 프로소셜 월드(Prosocial World)의 공동 창립자이다. 그는 빙엄턴에서 사회 진화를 연구했다.

## 연구
윌슨은 진화론에서 집단 선택(다단계 선택) 개념의 탁월한 지지자이다. 엘리엇 소버(Elliott Sober)는 그들의 저서 "Unto Others"에서 유전자 수준 선택과 개체 선택이라는 보다 정통적인 접근 방식에 도전하는 다단계 선택 이론이라는 틀을 제안했다. 이 틀은 자연 선택이 개인 내 유전자 간, 집단 내 개인 간, 다중 집단 집단 내 집단 간, 심지어 다중 생태계 집단 내 생태계(예: 미생물군집) 간과 같이 중첩된 단위 계층 구조에서 작동한다고 주장한다. 각 선택 수준은 해당 수준의 적응을 가져오며 낮은 수준의 선택에 의해 약화되는 경향이 있다. 따라서 다단계 선택이라는 개념이 등장한다.
윌슨은 또한 하나의 그룹으로 영구적으로 연결되어 있지 않지만 상호 작용으로 인해 운명을 공유하는 유기체 그룹인 특성 그룹이라는 개념을 만들어냈다.
윌슨은 자신을 확장된 진화론적 종합의 "열성적인 지지자"라고 묘사했다.